# Зегужани (Мехединци)
Зегужани (рум. Zegujani) насеље је у Румунији у округу Мехединци у општини Флорешти. Oпштина се налази на надморској висини од 229 m.

## Становништво
Према подацима из 2002. године у насељу је живело 658 становника, од којих су сви румунске националности.